# 王通 (隋)

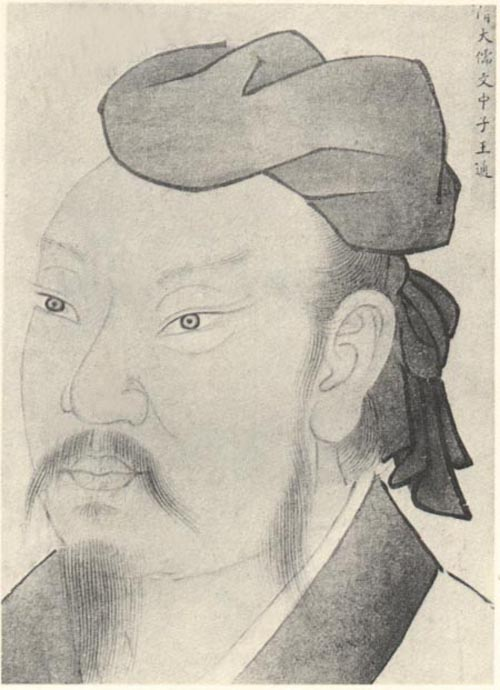
王 通

王 通（おう とう、584年（開皇4年）- 618年（武徳元年））は、中国・隋代の儒学者。字は仲淹（ちゅうえん）。号は文中子（ぶんちゅうし）。絳州竜門県（現在の山西省運城市河津市）の出身。
名族である太原王氏の傍系出身である。父の王隆は国子博士となり、開皇初年文帝に｢興衰要論｣７篇を奏した。兄は王度。弟は王凝・王績（東皐子）・王竫。孫には初唐の詩人王勃がいる。
18歳の時に秀才科に及第したにもかかわらず、官には就かなかった。603年（仁寿3年）に文帝に対して「太平十二策」を上呈したが、納れられなかったため、郷里である竜門県に戻り、著述に専心した。その許には一千人単位の門弟が集まった。その中からは唐朝建国の功臣たちが多数輩出した。その著書『文中子中説』は弟子たちとの対話を集録したものであり、北宋の阮逸が注を付した。ただ、この書の内容や真偽に関しては、諸説紛紛たるさまを呈した。